# Гленавон
Футбольний клуб «Гленавон» (англ. Glenavon F.C.) — північноірландський футбольний клуб з міста Лурган, заснований у 1889 році. Команда виступає у Чемпіонаті Північної Ірландії. Кольори клубу: синій та білий. Домашні матчі команда проводить на стадіоні Mourneview Park.
Гленавон — це клуб з багатими традиціями. Це перший провінційний клуб, що перемагав у Вищому дивізіоні в сезоні 1951—1952 років, а також перший провінційний клуб, який зміг зробити золотий дубль, перемігши і у лізі, і у кубку Північної Ірландії в сезоні 1956—1957 років.

## Досягнення
Чемпіонат Північної Ірландії
- Чемпіон (3): 1951–52, 1956–57, 1959–60

Кубок Північної Ірландії
- Володар (7): 1956–57, 1958–59, 1960–61, 1991–92, 1996–97, 2013–14, 2015-16

Кубок північноірландської ліги:
- Володар (1): 1989–90

Суперубок Північної Ірландії
- Володар (1): 2016

## Виступи в єврокубках
| Сезон   | Змагання                     | Раунд | Суперник                | Вдома | На виїзді | В сукупності |
| ------- | ---------------------------- | ----- | ----------------------- | ----- | --------- | ------------ |
| 1957–58 | Кубок європейських чемпіонів | 1Р    | Орхус                   | 0–3   | 0–0       | 0–3          |
| 1960–61 | Кубок європейських чемпіонів | КР    | Вісмут Карл-Маркс-Штадт | т.п.  | т.п.      | N/A          |
| 1961–62 | Кубок володарів кубків       | 1Р    | Лестер Сіті             | 1–4   | 1–3       | 2–7          |
| 1977–78 | Кубок УЄФА                   | 1Р    | ПСВ                     | 2–6   | 0–5       | 2–11         |
| 1979–80 | Кубок УЄФА                   | 1Р    | Стандард Льєж           | 0–1   | 0–1       | 0–2          |
| 1988–89 | Кубок володарів кубків       | 1Р    | Орхус                   | 1–4   | 1–3       | 2–7          |
| 1990–91 | Кубок УЄФА                   | 1Р    | Бордо                   | 0–0   | 0–2       | 0–2          |
| 1991–92 | Кубок володарів кубків       | 1Р    | Ільвес                  | 3–2   | 1–2       | 4–4 (г)      |
| 1992–93 | Кубок володарів кубків       | 1Р    | Антверпен               | 1–1   | 1–1       | 2–2 (1–3 п)  |
| 1995–96 | Кубок УЄФА                   | ПР    | Гапнарфйордур           | 0–0   | 1–0       | 1–0          |
| 1995–96 | Кубок УЄФА                   | 1Р    | Вердер                  | 0–2   | 0–5       | 0–7          |
| 1997–98 | Кубок володарів кубків       | КР    | Легія                   | 1–1   | 0–4       | 1–5          |
| 2000    | Кубок Інтертото              | 1Р    | Славен Белупо           | 1–1   | 0–3       | 1–4          |
| 2001–02 | Кубок УЄФА                   | КР    | Кілмарнок               | 0–1   | 0–1       | 0–2          |
| 2014–15 | Ліга Європи                  | 1КР   | Гапнарфйордур           | 0–3   | 2–3       | 2–6          |
| 2015–16 | Ліга Європи                  | 1КР   | Шахтар Солігорськ       | 1–2   | 0–3       | 1–5          |
| 2016–17 | Ліга Європи                  | 1КР   | КР                      | 1–2   | 0–6       | 1–8          |
| 2018–19 | Ліга Європи                  | 1КР   | Молде                   | 2−1   | 1–5       | 3–6          |